# Oak Grove (Arkansas)
Oak Grove è un comune degli Stati Uniti d'America, situato in Arkansas, nella contea di Carroll.